# 都護府
都護府（とごふ）は、中国の漢、唐王朝の時代に、辺境警備・周辺諸民族統治などのために置かれた軍事機関。都護府の長官は都護と呼ばれていた。

## 漢代
- 西域都護…神爵3年（紀元前59年）、烏塁城（現新疆ウイグル自治区バインゴリン・モンゴル自治州輪台県付近）に設置。

## 唐代
内モンゴル

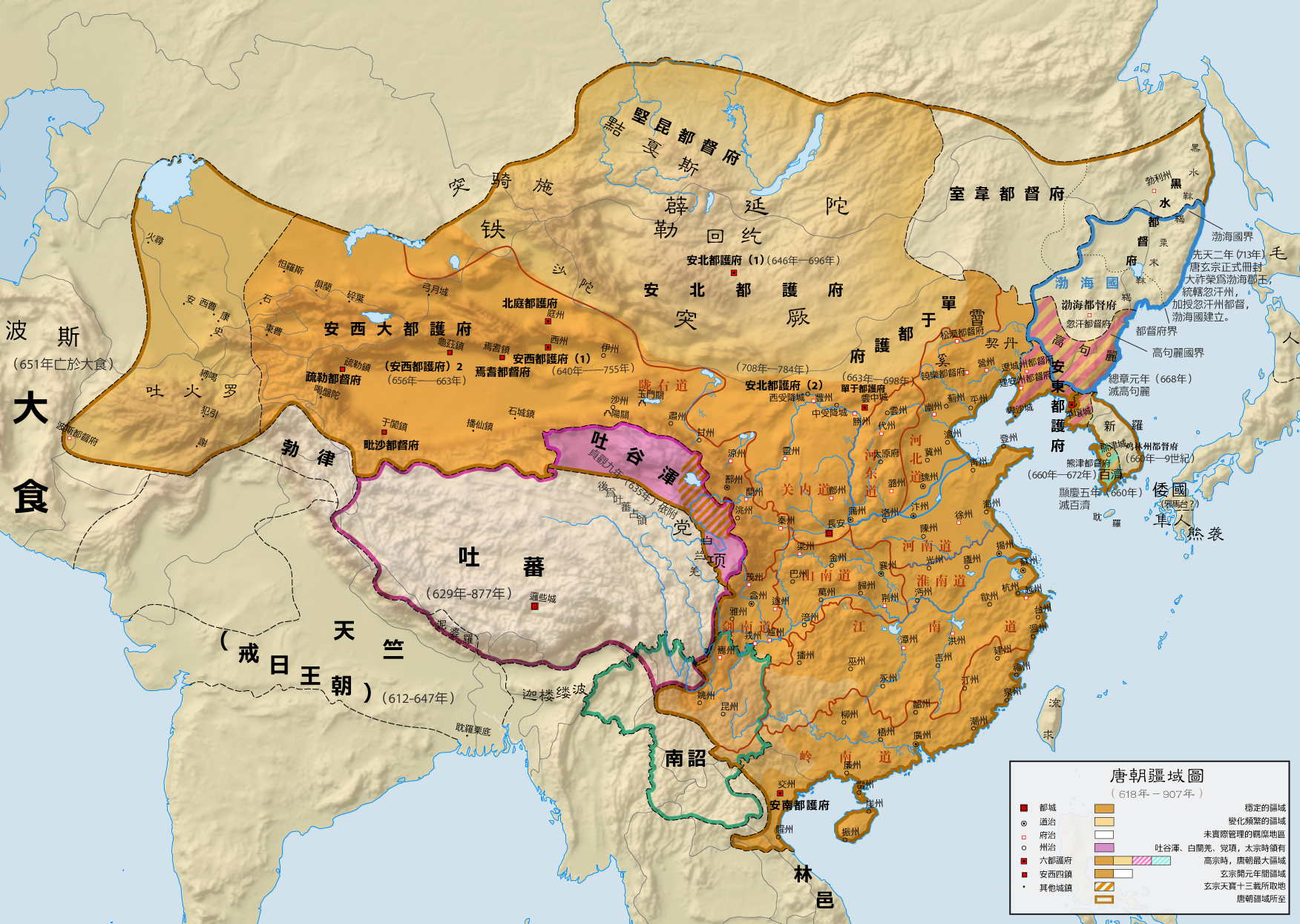
唐時代の勢力図

- 瀚海都護府…永徽元年（650年）、東突厥平定後フフホト付近に設置。
- 雲中都護府…龍朔3年（663年）2月、瀚海都護府から改称。
- 単于都護府…麟徳元年（664年）、雲中都護府から改称。

外モンゴル
- 燕然都護府…貞観21年（647年）、鬱督軍山に設置。鉄勒諸部が唐に帰順したため、その地を分けて13の州府を置いた。
- 瀚海都護府…龍朔3年（663年）2月、燕然都護府から改称。
- 安北大都護府…総章2年（669年）8月、瀚海都護府から改称。東突厥が勢力を増すにつれ、陰山方面に移動した。

ジュンガル盆地
- 北庭大都護府…ジュンガリア方面（シルクロードの天山北路付近）の守備。貞観14年（640年）、庭州付近のビシュバリク（現在のジムサル県北庭郷）に毗陵都護衛府を設置。長安2年（702年）、北庭都護府に改称。景龍3年（709年）、北庭大都護府となる。貞元6年（790年）11月、吐蕃に占領された。

タリム盆地
- 安西大都護府…天山山脈の南側を通るシルクロードの天山南路（漠北路）の守備及び、突厥・吐蕃などからの防衛。貞観14年（640年）、高昌国を滅ぼして西州都護府を設置。永徽2年（651年）11月、高昌故地（西州）に安西都護府を置く。顕慶3年（658年）5月、亀茲城に移転。貞元3年（787年）、吐蕃に滅ぼされた。

中央アジア
- 濛池都護府…顕慶3年（658年）2月、西突厥の阿史那賀魯討伐後に設置。
- 崑陵都護府…顕慶3年（658年）2月、阿史那賀魯討伐後に設置。

朝鮮半島
- 熊津都督府…顕慶5年（660年）、百済を滅ぼしその旧域に設置。
- 鶏林州都督府…龍朔3年（663年）4月、新羅の版図に設置。新羅王の文武王を鶏林州大都督に任命。
- 安東都護府…総章元年（668年）9月、高句麗を滅ぼして平壌に設置。朝鮮北部および満州を支配。上元3年（676年）2月に新羅・高句麗遺民との抗争に敗退して遼陽へ後退。儀鳳2年（677年）、新城に移転。697年には大祚栄との抗争の影響で廃止されたが、神龍元年（705年）に大祚栄との和解により再び設置された。しかし、安史の乱の際に再び廃された。

東南アジア
- 安南都護府…ベトナムその他の南方諸国の支配。永隆2年（681年）8月、交州を安南都護府に改称。前身は、武徳5年（622年）に設置された交州大総管府（交州は、現在のハノイ付近）。阿倍仲麻呂も一時期、長官である都護を務めた。860年、863年に南詔に占領される。

## 六都護府
安西大都護府・北庭大都護府・安北大都護府・単于都護府・安東都護府・安南都護府を六都護府と言い、もっとも名高い。

## 参考資料
- 『旧唐書』（本紀、志第十八 地理一）
- 『新唐書』（志第二十七 地理一、志第三十 地理四）